# 베이징 제2외국어 대학
베이징 제2외국어 학원(북경제2외국어학원, 중국어 간체자: 北京第二外国语学院, 정체자: 北京第二外國語學院, 병음: běi jīng dì èr wài guó yǔ xué yuàn), 영문명으로 베이징 국제학 대학교(영어: Beijing International Studies University)는 중화인민공화국의 대학교이다.
1964년 저우언라이 총리의 배려 아래 개설된 단과대학, 즉 학원(學院)이다. 영어학과, 독일어학과, 일본어학과, 프랑스어학과, 러시아어학과, 한국어학과, 아랍어학과, 스페인어학과, 이태리어학과 등 외국어 학과가 개설되어 있고, 또 호텔관리학과,국제무역학과,중문학과 등이 개설된다.
다른 대학과 달리, 북경제2외국어학원은 교육부에 소속된 대학이 아니라 관광부에 소속되어 있다. 그래서 가이드 자격 시험도 개설되어 있다.